# فلاديمير كوزاك
فلاديمير كوزاك (12 يونيو 1993 بطشقند في أوزبكستان - ) هو لاعب كرة قدم أوزبكستاني في مركز الدفاع. شارك مع منتخب أوزبكستان تحت 20 سنة لكرة القدم ومنتخب أوزبكستان تحت 23 سنة لكرة القدم ومنتخب أوزبكستان لكرة القدم. أما مع النوادي، فقد لعب مع نادي باختاكور طشقند.

## روابط خارجية
- فلاديمير كوزاك على موقع قاعدة بيانات كرة القدم.إي يو (الإنجليزية)
- فلاديمير كوزاك على موقع ناشيونال فوتبول تيمز (الإنجليزية)
- فلاديمير كوزاك على موقع Soccerway.com (الإنجليزية)
- فلاديمير كوزاك على موقع عالم كرة القدم.نت (الإنجليزية)